# سید ابوالفضل قاضی
سید ابوالفضل قاضی شریعت پناهی (زادهٔ ۱۳۱۰ در سمنان - درگذشت ۲۹ شهریورماه ۱۳۷۷ در تهران)، حقوقدان، شاعر، نویسنده، سیاستمدار و استاد تمام دانشکده حقوق و علوم سیاسی دانشگاه تهران بود. قاضی شریعت پناهی که مدت کوتاهی نیز در کابینه شریف امامی وزیر علوم بود و در اعتراض به هجوم نظامیان به دانشگاه از سمت خود استعفا نمود. وی نویسندهٔ کتب متعدد ادبی، سیاسی و حقوقی است که برخی از آنان از کتب منبع در زمینه حقوق عمومی به‌شمار می‌روند که با گذشت سال‌ها از فوت وی، همچنان در دانشگاه‌ها تدریس شده و منبع آزمون‌های ارشد و دکتری رشته‌هایی نظیر حقوق عمومی ، حقوق بشر ،  حقوق بین‌الملل عمومی،  حقوق محیط زیست ،  حقوق ارتباطات و  حقوق دادرسی اداری می‌باشند.

## زندگی‌نامه
سیدابوالفضل قاضی (شریعت پناهی)، در سال ۱۳۱۰ هجری شمسی در سمنان به دنیا آمد. دوره ابتدایی را در دبستان هدایت و سیکل اول متوسطه را در دبیرستان پهلوی سمنان و سیکل دوم را در سال ۱۳۲۸ درمدرسه علمیه تهران به پایان رساند. در سال ۱۳۲۹ هجری شمسی وارد دانشکده حقوق دانشگاه تهران شد و در سال ۱۳۳۲ هجری شمسی لیسانس گرفت. سپس به سوئیس رفت و در سال ۱۳۳۳ هجری شمسی در دانشکده حقوق دانشگاه ژنو به تحصیل پرداخت. در سال ۱۳۳۵ هجری شمسی فوق لیسانس و در سال ۴۰–۱۳۳۹ هجری شمسی دکترای فدرال حقوق عمومی را با ارائه پایان‌نامه «تحول نظام دو مجلسی» دریافت کرد. همچنین گواهینامه پایان دوره مدرسه ملی اداری فرانسه را نیز به دست‌آورد.
پس از بازگشت به ایران، در فاصله سال‌های ۱۳۴۰ تا ۱۳۴۹ هجری شمسی در کنار مشاغل دولتی، به عنوان استاد مدعو در دانشگاه‌های کشور به تدریس مشغول بود. در سال ۱۳۴۹ هجری شمسی به‌طور رسمی و به عنوان دانشیار به استخدام دانشکده حقوق دانشگاه تهران درآمد و چندی بعد درجه استادی ارتقاء یافته. قاضی در کنار فعالیت‌های دانشگاهی و سیاسی به داستان‌نویسی و شاعری نیز مشغول بود و آثار چندی نیز در زمینه ادبیات از وی برجای مانده‌است.

## سمت وزارت
ابوالفضل قاضی اواخر مهرماه ۱۳۵۷ مشروط به عدم مداخلهٔ فرمانداری نظامی در دانشگاه، سمت وزارت علوم را در کابینه دوم شریف امامی پذیرفت و اندکی بعد در پی حمله نظامیان به دانشگاه در روز ۱۳ آبان ۱۳۵۷ و در پی نمایش فیلم کشتار دانشجویان از تلویزیون به عنوان اعتراض به عمل دولت در دانشگاه در روز ۱۴ آبان همان سال از سمت خود کناره‌گیری کرد.

## درگذشت
سید ابوالفضل قاضی شریعت پناهی، استاد ممتاز حقوق کشور در شامگاه یکشنبه ۲۹ آبانماه ۱۳۷۷ در تهران بر اثر بیماری سرطان درگذشت و در ساعت ۹ صبح یکم آذرماه ۱۳۷۷ از مقابل دانشکده حقوق و علوم سیاسی دانشگاه تهران تشییع و در قطعه هنرمندان بهشت زهرا به خاک سپرده شد.

## مدارج علمی و تحصیلی
- کارشناسی حقوق از دانشکده حقوق و علوم سیاسی دانشگاه تهران (۱۳۲۸–۱۳۳۲)
- کارشناسی ارشد از دانشگاه ژنو سوئیس (۱۳۳۳–۱۳۳۵)
- دکترای حقوق از دانشگاه ژنو سوئیس (۱۳۳۵–۱۳۳۹) - با موضوع " تحول نظام دو مجلسی "
- دوره عالی در مدرسه ملی اداری پاریس E.N.A با بورس سازمان ملل متحد
- دوره حقوق بشر و توسعه اقتصادی در چند کشور اروپائی

## برخی از مناصب علمی و سیاسی
- استاد تمام دانشکده حقوق دانشگاه تهران
- وزیر علوم دولت شریف امامی از مهرماه ۱۳۵۷ و استعفا در کمتر از یک ماه در اعتراض به حمله نیروهای نظامی به دانشگاه.
- معاون دفتر نیروی انسانی سازمان برنامه و بودجه
- مدیرکل بودجه و تشکیلات وزارت کشور (سال ۱۳۴۸)
- معاون دانشکده حقوق دانشگاه تهران (۱۳۵۰–۱۳۵۲)
- معاون آموزشی دانشگاه ملی (شهید بهشتی) - (۱۳۵۳–۱۳۵۵)
- معاون اجتماعی وزارت کشور.
- مدیر گروه حقوق عمومی دانشکده حقوق (۱۳۶۴–۱۳۷۰)
- عضو هیئت امنای موسسات علمی، بورسیه سازمان ملل برای مطالعه حقوق بشر و توسعه اقتصادی.

### تألیفی
- حقوق اساسی
- بایسته‌های حقوق اساسی (بیش از ۵۵ نوبت چاپ)
- گفتارهایی در حقوق عمومی
- حقوق اساسی و نهادهای سیاسی آن (کتاب سال ایران در سال ۱۳۶۸ از سوی وزارت فرهنگ وارشاد و کتاب برگزیده دانشگاه‌های کشور در سال ۱۳۶۸ از سوی دانشگاه تهران)
- حقوق عمومی
- جامعه‌شناسی سیاسی
- مبانی علم سیاست.
- تاریخ و ادبیات
- حقوق اساسی تطبیقی
- در پیشگاه حقیقت
- داستان‌های ایرانی "آورده‌اند که "… (تصحیح و کوشش)
- برای یک قانون اساسی بهتر: سرچشمه آزادی‌ها و حقوق فردی[۶]

### ترجمه
- اصول علم سیاست»، تألیف موریس دو ورژه. (انتخاب به عنوان بهترین ترجمه سال در زمان انتشار)
- جامعه‌شناسی سیاسی، تألیف موریس دو ورژه.
- بایسته‌های جامعه‌شناسی سیاسی، تألیف موریس دو ورژه. (ترجمه و تلخیص)
- حقوق عمومی، تألیف لا لو می یر.
- جامعه‌شناسی حقوق، تألیف هانری لوی برول. (بیش از ۱۰ چاپ)
- شهروند و دولت (ترجمه)
- برنامه‌ریزی در پنج کشور اروپای شرقی و غربی (ترجمه)
- در پیشگاه حقیقت (ترجمه)
- حقیقت به نخی بند است (ترجمه رمان حقوق جزایی)